# Volmehanghöhle
Die Volmehanghöhle ist eine Höhle in Hagen. Sie ist etwa 1700 Meter lang und Teil des Volmehang-Martinsloch-Systems. Sie befindet sich am Ausgang des Wasserlosen Tales zur Volmetalstraße, unterhalb der neuen Stadthalle an der Bundesstraße 54. Die Höhle liegt im Naturschutzgebiet Hardt. Sie ist typisch für das kalkreiche Gebiet um Hagen und Iserlohn. Entdeckt wurde sie 1890. Einige Bereiche waren viele Jahre lang zugänglich. Im Zweiten Weltkrieg diente sie Zwangsarbeitern als Zuflucht während der Bombardierungen. Pläne, sie als Schauhöhle für den Besucherverkehr zu erschließen, ließen sich bisher nicht umsetzen.